# Біохор
Біохо́р — частина біосфери, що охоплює групу просторово об'єднаних біотопів, які розташовані у однотипних кліматичних умовах та характеризуються певним складом біоценозу. Поняття біохору тотожне поняттю ландшафтна зона.
Біохори об'єднують у біоцикли.